# Pfarrkirche Hollenburg

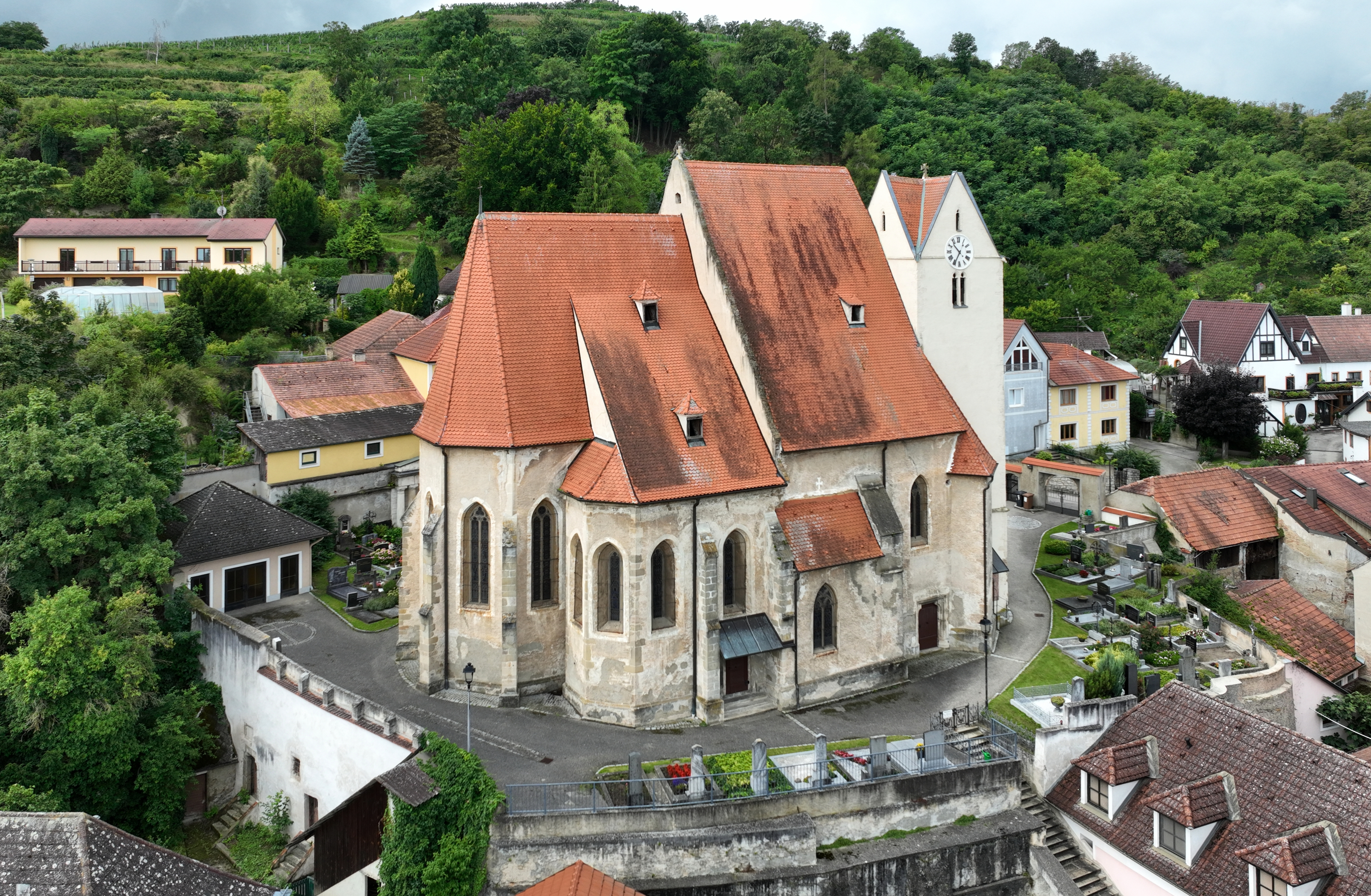
Katholische Pfarrkirche Mariä Himmelfahrt in Hollenburg

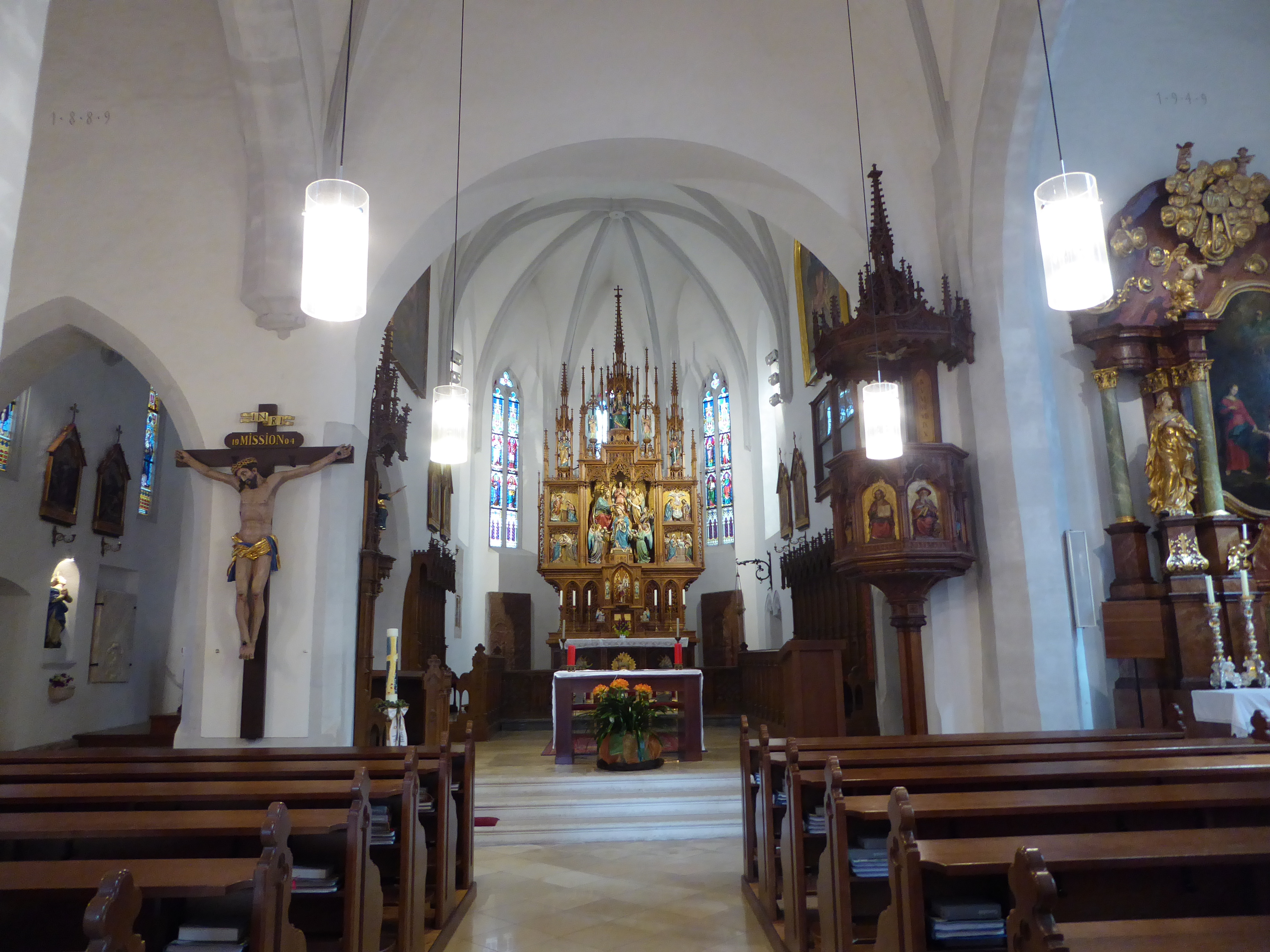
Langhaus, Blick zum Chor

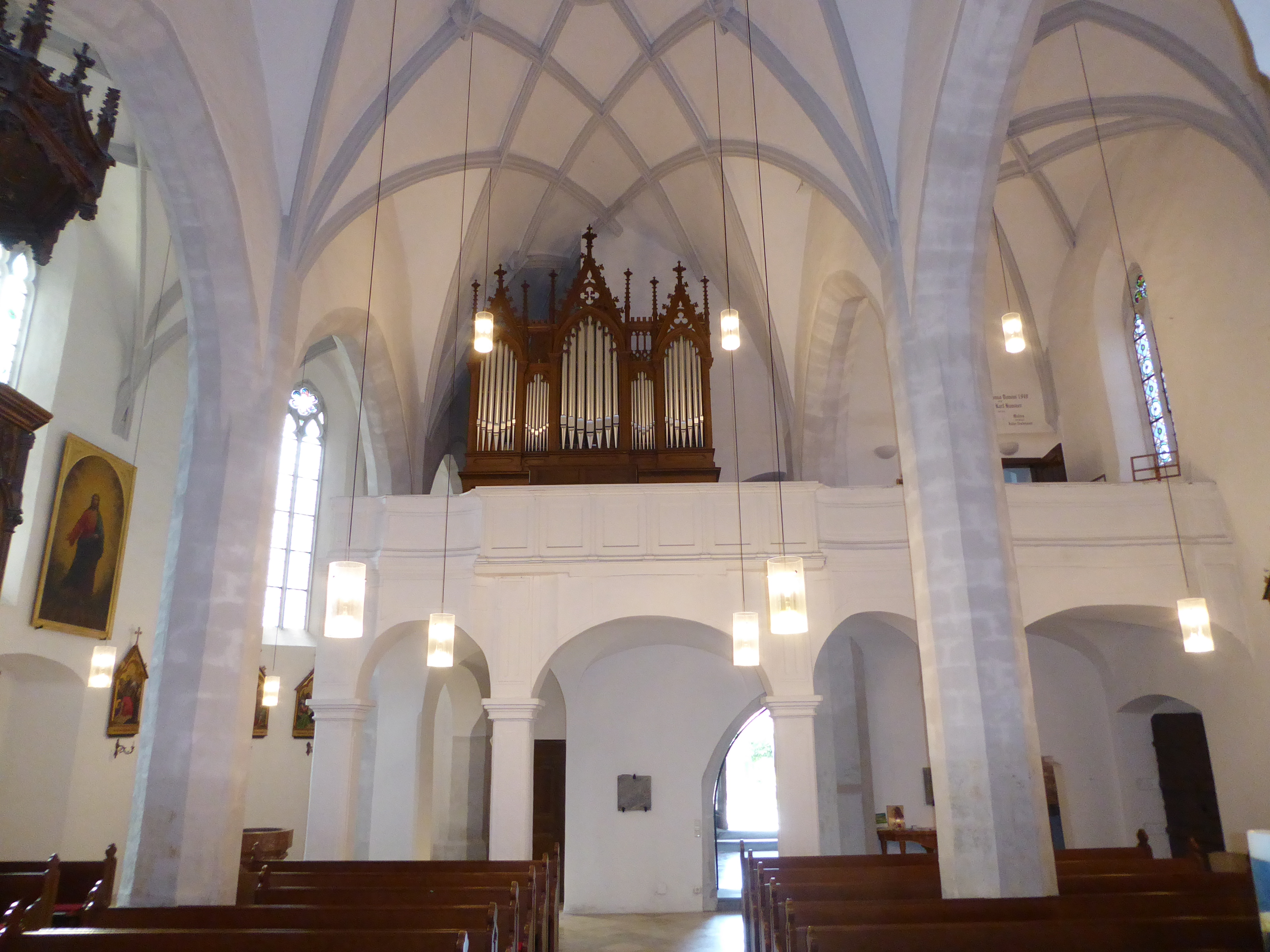
Langhaus, Blick zur Orgelempore

Die römisch-katholische Pfarrkirche Hollenburg steht in der Ortschaft Hollenburg in der Statutarstadt Krems an der Donau in Niederösterreich. Die dem Patrozinium Mariä Himmelfahrt unterstellte Pfarrkirche gehört zum Dekanat Göttweig in der Diözese St. Pölten. Die ehemalige Wehrkirche steht unter Denkmalschutz (Listeneintrag).

## Geschichte
Urkundlich bestand 1112 eine Kapelle. 1276 wurde die Kirche zur Pfarrkirche erhoben.
Der niedrige Turm entstand um 1300, das spätgotische Hallenlanghaus mit zwei polygonalen Chören in der ersten Hälfte des 14. Jahrhunderts. 1513 wurde die Halle nach Norden, Süden und Südwesten erweitert. Restaurierungen waren 1800, von 1883 bis 1893 durch Hermann von Riewel, 1949 und 1982 mit der Ziegeldeckung des gesamten Daches und der Restaurierung des Turmes.

## Architektur
Die Kirche steht dominierend und weithin sichtbar an einem steilen Hang über dem Markt Hollenburg und ist von einem Friedhof umgeben, südlich auf einer hohen zweifach gestuften Futtermauer mit einem Treppenaufgang von der Durchgangsstraße. Der Zugang von der westlichen Kirchengasse erfolgt durch eine Mauer mit einem spätgotischen gefastem Rundbogentor.
Das Kirchenäußere zeigt eine bemerkenswert markante Silhouette durch das vielgliedrige Zusammenwirken der unterschiedlichen Proportionen mit steilen und hohen Dächern und einem nur bis zur Firsthöhe des Langhauses reichenden Turm. Das kurze breite Langhaus unter einem sehr steilen Satteldach hat Spitzbogenfenster, die Südwestecke ist stark abgeschrägt, nordseitig befindet sich ein spätgotisches Schulterportal in einer Rechteckrahmung mit originalen Türflügel. Der Staffelchor ist baulich etwas niedriger. Der sich nach oben verjüngende frühgotische Turm unter einem Kreuzdach ist südseitig vom Langhaus umbaut und aus der Mittelachse nach Norden gerückt. Er hat Ortsteine und einen wehrhaften Hocheinstieg, die Schallöffnungen sind gekuppelte Kleeblatt-Lanzettfenster, nordseitig am Turm steht im Zwickel ein Treppenanbau unter einem halben Zeltdach. Reste von Quadermalereien sind an der gesamten Fassade erkennbar.
Das Kircheninnere zeigt eine dreischiffige dreijochige Langhaushalle mit der Wirkung eines Zweistützenraumes mit Netzrippengewölben über oktogonalen Pfeilern und etwas heruntergezogenen spitzbogigen Scheidbögen aus dem Anfang des 16. Jahrhunderts, der Nordwestwandpfeiler nennt 1513. Im Norden ist eine querrechteckige spätgotische Kapellennische mit einem Sternrippengewölbe angebaut. Der nördliche spätgotische Triumphbogen zum Seitenchor ist spitzbogig. Die barocke nordwestliche Empore im Mittel- und Nordschiff und den Turm umfassend entstand im Ende des 18. Jahrhunderts. Die Empore hat eine einschwingende reich mit Putzfeldern gegliederte Brüstung über schlanken Pfeilern mit Kapitellen, die Empore ist stichkappen- und kreuzgratunterwölbt. Das Turmportal wurde von einer spätgotischen Nordwestpfeilervorlage teilweise verstellt, das Turmerdgeschoß hat ein frühgotisches Kreuzrippengewölbe auf geflockten Konsolen und einen Rosettenschlussstein um 1300. Der rundbogige Triumphbogen zum Hauptchor entstand um 1800. Der leicht erhöhte einjochige Haupt- und der nördliche einjochige Seitenchor haben Kreuzrippengewölbe mit Fünfachtelschluss, südseitig hat der Hauptchor eine zweiteilige Sessionsnische mit Kleeblattschlüssen aus der ersten Hälfte des 14. Jahrhunderts. Die südliche Sakristei hat ein spätgotisches Schulterportal mit einem Türflügel mit originalem Klopfer und Beschlägen, beim Oratoriumseinbau im 19. Jahrhundert wurde das Rippengewölbe verändert.
Die Glasmalereien der Tiroler Glasmalerei und Mosaik Anstalt ist teils mit 1885 bezeichnet und teils mit Teppichmusterung ornamentiert und zeigt im Chor die Heiligen Katharina und Barbara über Lukas, Leopold und Karl Borromäus über den Evangelisten Matthias und Markus, im Südschiff Medaillons mit Engel und Arma Christi, dem zwölfjährigen Jesus im Tempel, im Nordschiff die Heiligen Florian von Lorch, Herz Mariä, Herz Jesu, in der Kapellennische eine Flucht nach Ägypten von Hans Schock 1888.

## Ausstattung
Die Einrichtung ist einheitlich neugotisch, die Flügelaltäre haben ein reiches filigranes Gesprenge.
Den Hochaltar schuf Josef Untersberger 1893 mit der Figurengruppe Krönung Mariä flankiert von Reliefs mit Szenen aus dem Marienleben, darüber die Statuen Gottvater und Peter und Paul. Der linke Seitenaltar von Josef Untersberger 1898 zeigt im Schrein das Relief hl. Florian. Der rechte Seitenaltar als Doppelsäulenretabel mit Volutenauszug schuf Andreas Krimmer um 1710, er zeigt das Bild Wandel der Heiligen Familie um 1820 und trägt Statuen der Heiligen Anna und Joachim. Der Altar in der Kapellennische ist ein Säulenretabel um 1680, er zeigt im Auszug das Bild hl. Rosalia, in der Mitte die vergoldete Statue einer Mondsichelmadonna um 1430/1440.
Die Orgel baute Max Jakob 1897 in einem fünfteiligen neugotischen Gehäuse, sie ist die größte erhaltene Orgel des Kremser Orgelbauers. Eine Glocke nennt Urban Weiss und Peter Planckh 1546.

## Grabdenkmäler
Außen vom Westportal im Uhrzeigersinn zumeist mit Wappenreliefs:
- Torothea Lasperger 1574, Wolff und Anna Altmann 1545, Margaretha Fleischer 1678, Johann Georg Sötznagl 1669, Josepha von Stieler 1794, Anna Maria Schneckin 1618, Hanns Mittermair 1587, Apolonia Grabner 1562, Ambros und Anastasia Eisenreich um 1590.
- Gruft der Familie Geymüller (Johann Jakob Geymüller) aus dem Anfang des 19. Jahrhunderts mit Tempelfront mit einem Relief Trauernder Engel.

Innen, neben dem Hochaltar:
- Im Boden eine romanische Ringkreuzplatte.
- Pfarrer Georgius de Mühldorf 1455 mit Relief Maria mit Kind in einer Kielbogennische, Jerrg Zechentner von Talga 1500 mit Wappenrelief.

Innen, im Südschiff:
- Im Boden zwei Platten mit 1706 und 1708.
- Joseph Albrecht Sigmund Stieler 1730.